# Alef Poh-ji
Alef Poh-ji (thailändisch อาลีฟ เปาะจิ, * 13. April 1987 in Narathiwat), auch als Lef (thailändisch ลีฟ) bekannt, ist ein thailändischer Fußballspieler.

## Karriere
Alef Poh-ji stand von 2003 bis 2009 bei Nara United unter Vertrag. Mitte 2009 wechselte er nach Bangkok zum Singhtarua FC. 2009 gewann er mit Singhtaura den FA Cup. Im Endspiel besiegte man den BEC Tero Sasana FC im Elfmeterschießen. Den Thai League Cup gewann er mit Singhtaura 2010. Das Finale gewann man mit 2:1 gegen den Buriram PEA FC. Die Saison 2011 spielte er beim Zweitligisten Buriram FC. Am Ende wurde er mit dem Verein Meister der Thai Premier League Division 1 und stieg somit in die erste Liga auf. Nach dem Aufstieg verließ er den Verein und schloss sich dem Zweitligisten Bangkok United an. Am Ende der Saison wurde er mit Bangkok Tabellendritter und stieg wieder in die erste Liga auf. Mitte 2013 nahm ihn der Zweitligist Phuket FC unter Vertrag. Ende 2015 musste er mit Phuket den Weg in die Drittklassigkeit antreten. Der Erstligist Navy FC aus Sattahip verpflichtete ihn die Saison 2016. Anfang 2017 unterschrieb er einen Vertrag beim Erstligisten Ubon UMT United. Dieser wurde jedoch drei Wochen später wieder aufgelöst. Sein ehemaliger Verein Nara United FC nahm ihn 2017 unter Vertrag. Die Hinserie 2018 spielte er bei Phrae United FC in Phrae. Zur Rückserie ging er wieder zu Nara United. Hier stand er bis Sommer 2023 unter Vertrag.

## Erfolge
Singhtarua FC
- Thailändischer Pokalsieger: 2009
- Thailändischer Ligapokalsieger: 2010

Buriram FC
- Thailändischer Zweitligameister: 2011  ▲